# Wilhielmowa
Wilhielmowa (biał. Вільгельмова, ros. Вильгельмово) – wieś na Białorusi, w obwodzie mińskim, w rejonie mińskim, w sielsowiecie Krupica.